# Megasema troubridgei
Megasema troubridgei är en fjärilsart som beskrevs av Lafontaine 1998. Megasema troubridgei ingår i släktet Megasema och familjen nattflyn. Inga underarter finns listade i Catalogue of Life.